# 조반니 젠틸레
조반니 젠틸레(Giovanni Gentile)는 이탈리아의 철학자이며 교육학자이다. 제1차 세계대전 이후 이탈리아 파시즘의 이론적 기초를 세운 인물이다. 젠틸레는 베네데토 크로체와 협력하여 철학잡지 《크리티카》를 창간하였으나 (1903년) 파시즘을 공공연하게 지지하면서 크로체와 인연을 끊었다. 1914부터 1917년까지 피사 대학의 교수로 있었으며, 1917에서 1944년까지 로마 대학의 철학과 교수를 역임하였다. 1922부터 1925년까지 무솔리니 내각에서 공교육 장관으로 있었으며 또한 이탈리아 과학 학사원 회장의 요직에도 있었으나, 1944년 4월 16일 피렌체에서 파르티잔의 습격을 받아 그날 밤 사망하였다.
젠틸레는 이탈리아 철학에 헤겔 관념론의 재부상을 불러왔으며, 능동적 관념론이라는 자신만의 사상체계를 고안했다. 그는 주세페 마치니, 안토니오 로스미니, 빈센초 지오베르티 등 이탈리아의 지식인의 영향을 받았으며, 독일 이상주의자에도 강하게 영향을 받았다. 그는 무솔리니의 《파시즘의 교리》 일부를 작성했으며, 그의 철학적 저작으로 마음이론(1917년)과 순수법 이론(1916년) 등이 있다.

## 파시즘의 아버지
조반니 젠틸레는 ‘파시즘의 철학자'로 자신이 무솔리니에 의해 설명하고 있었다. 또한 그는 베니토 무솔리니 파시즘의 에세이 교리(1932년)를 대작했다.
강제적인 국가 조합주의, 철학자 왕, 의회 제도의 폐지, 그리고 자립 : 그것은 처음 그 당시 이탈리아어 파시즘의 특성을 설명하는 것을 특징으로 이탈리아의 백과사전으로 1932년에 출판되었다.
그는 또한 루이지 피란델로, 가브리엘 레 단 눈치 오, 필리포 톰마소 마리네티와 주세페 등 많은 작가와 지식인들에 의해 서명 파시스트 지식인의 선언을 썼다. 젠틸레는 파시스트 그랜드 평의회의 일원이 되었다. 심지어 1943년에 파시스트 정권의 붕괴 이후 무솔리니에 충실했다.
그는 비판에도 불구하고 ‘살로 공화국’, 나치 독일의 괴뢰 국가의 설립에 무솔리니를 지지하고, 그는 정부의 약속을 받아 들였다. 젠틸레는 이탈리아의 로얄 아카데미의 4번째(1943-1944) 학회장이었다.

## 철학
그의 철학적 기초 파시즘은 그 개인이 개성의 개념 밖에 있는 의미에서 발견되는 권위와 충성의 궁극적인 위치와 상태와 개인주의의 거부에 대한 옹호, 집단의 수용을 발견하는 존재론과 인식론에 대한 이해에 뿌리를 두었다.
조반니의 실제 이상주의와 그의 파시즘 사이의 개념적인 관계는 분명하지 않다. 두 관계의 논리적인 추론가능성이 나타나지 않았다. 실제 이상주의는 엄격한 의미에서 파시스트 이데올로기를 수반하지 않는다.
모든 종류의 반대는 서로 독립적으로 존재로 간주하지 않았다. 궁극적으로, 젠틸레는 사회 질서를 예견하고 ‘공공성’과 폭 넓은 해석으로 자본주의를 포함한 정부의 이전의 모든 종류에 의해 부과로 현재 거짓 이었다는 것을 깨달았다. 그것은 콘크리트 등의 추성적인 개체와 조건에 따라 볼 수 있는 시간의 철학에서 일반적이었던 반면, 젠틸레에게는 파사체가 콘크리트이며 개체는 추상화라는 것의 반대를 가정했다.
젠틸레는 '실제 이상주의' 시스템을 개발한 이후 유럽 전역에서 주목할 만한 철학적 이론가가 되었다. '현실론(Actualism)'은 세계에 대한 모든 감각은 실제 의미에서 자신의 마음속에 생각의 형태를 취하는 것을 통해 그것이 자신의 아이디어가 주목을 받고 실증 위 초월하는 진리의 위치라는 조건을 넣었다. 젠틸레는 육체의 기능과 물리적인 두뇌의 기능 및 위치는 마음의 일관됨을 말했다.
그는 '절대 내제론' 이라고 부르는 형태를 제안했다. 젠틸레는 자신의 철학을 유지 하며 자기의 인간의 사고는 내재로 통하기 위해 자신과 같은 사람이라고 말했다.
그는 J.G.피히테와 G.W.F.헤겔의 철학을 비판적으로 발전시켜 독자적인 ‘능동적 관념론(idealismo actuale)’을 설명하였다. 그 철학의 방법은 절대적 내재 방법으로서의 변증법이며, 그 철학의 원리는 사고해 가는 순수행위로서의 ‘정신’이다. 정신은 객관화되는 것이 아니라 무한으로 발전해 가는 유일한 실재이며, 여기에서의 사고는 그 자신의 의지이자 자유이며 도덕이다. 그것은 세계를 창조하는 활동이어서 다양한 무한의 통일화이며, 또한 사람의 무한한 다양화이다. 즉 우리는 추상적으로는 개별적 인격이지만, 구체적으로는 한 국민적 인격으로서 그 생활의 모든 순간에서 조국을 실현할 수 있다고 역설하였다.
젠틸레의 행동 인류학의 경험적 관찰 사실이 나타난다. 하나하나가 자신의 철학처럼 자신의 주변 현실을 만들어 소스 (즉, 밖으로 개체를 만드는)를 추상화할 수 없고, 그것은 심리학 및 정신 분석에 대한 독립을 했다.
그의 이론 관계에 관련된 복잡한 생각에 의해 크게 절감의 법칙(오컴의 면도칼)을 무시하는 상식에 나타날 수 있지만 젠틸레의 이론은 절감의 법칙(오컴의 면도칼)의 극단적인 형태로 간주 될 수 있다.
그의 가장 중요한 작품 중 하나는 그가 개인이 사회의 분석에서 발생하는 추상적인 주장을하는 'Genesi e Struttura della Società'이다. 그가 그리는 결과 중 하나는 상태 및 개인이 자신의 형식추상의 예임을 하나와 동일하고 있다는 점이다.
그의 교육 사상은 저서 《교육 혁신론(La riformadelléducazione; 1935)》에 표명되고 있는데, 이 책은 비전지아리(Bigiongiari)에 의해서 《교육의 혁신(The Reform of Education》으로 영여로 번역되었다. 그는 이 책 제9장 '신체 교육과 성격’ 속에서 근대 체육에 관한 견해를 말하고 있다. 즉 그는 고대로부터 현대에 이르는 체육관과 신체관을 개관하고, '플라톤에서 시작되어 기독교로 계승된 신체 노예관을 버려야 한다. 현대의 체육은 신체의 정신적 형성이 있어야 한다. 그러나 이 정신은 자연을 포함하고 자연을 자기의 목적에 복종시켜 자연을 자기 의지의 도구로 만들려고 하는 데 있다. 현대인의 체육은 신체 그 자체에 정신이 있는 한 이는 곧 정신 교육이다. 체육의 목적은 바로 신체를 의지의 도구로 하려는데 있다'고 주장하였다.
헤겔 정신개념의 정신주의적 해석 : 조반니 젠틸레에게서 전형적으로 나타나는 이 해석은, 헤겔이 정신개념으로 ‘정신만이 유일한 실재’이고 ‘유일한 실재로서의 정신은 순수행위로만 존재 한다’는 것을 주장한다고 본다. 이러한 정신은 사고와 대상의식을 포함한 모든 ‘즉 현실적 의식’에 그 의식의 의미를 즉각 해석해 주는 ‘선험적 의미체계’로서 언어에 ‘체화’되어 ‘직접’경험할 수 있는 것으로 ‘현전’한다. 따라서 각각의 개별적이고도 특수한 의식은 이 활동하는 정신의 직접적인 자기산출물이다.

## 작품
- 《크리티카》잡지 (1903)
- 《헤겔변증법의 개혁》(1913)
- 《교육학 개론 La riforma dell’educazione》(2권, 1913∼1914)
- 《순수행위로서의 정신의 일반이론 Teoria generale dello Spirito come atto puro》(1916)